# Komisariat Straży Granicznej „Jutrosin”
Komisariat Straży Granicznej „Jutrosin” – jednostka organizacyjna Straży Granicznej pełniąca służbę ochronną na granicy polsko-niemieckiej w latach 1928–1939.

## Geneza
Na wniosek Ministerstwa Skarbu, uchwałą z 10 marca 1920 roku, powołano do życia Straż Celną. Od połowy 1921 roku jednostki Straży Celnej rozpoczęły przejmowanie odcinków granicy od pododdziałów Batalionów Celnych. Proces tworzenia Straży Celnej trwał do końca 1922 roku. Komisariat Straży Celnej „Jutrosin”, wraz ze swoimi placówkami granicznymi, wszedł w podporządkowanie Inspektoratu Granicznego Straży Celnej „Leszno”.
W drugiej połowie 1927 roku przystąpiono do gruntownej reorganizacji Straży Celnej. W praktyce skutkowało to rozwiązaniem tej formacji granicznej.
Rozkazem nr 3 z 25 kwietnia 1928 roku w sprawie organizacji Wielkopolskiego Inspektoratu Okręgowego dowódca Straży Granicznej gen. bryg. Stefan Pasławski powołał komisariat Straży Granicznej „Dubin”, który przejął ochronę granicy od rozwiązywanego komisariatu Straży Celnej.

## Formowanie i zmiany organizacyjne
Rozporządzeniem Prezydenta Rzeczypospolitej Polskiej Ignacego Mościckiego z 22 marca 1928 roku, do ochrony północnej, zachodniej i południowej granicy państwa, a w szczególności do ich ochrony celnej, powoływano z dniem 2 kwietnia 1928 roku  Straż Graniczną.
Rozkazem nr 3 z 25 kwietnia 1928 roku w sprawie organizacji Wielkopolskiego Inspektoratu Okręgowego dowódca Straży Granicznej gen. bryg. Stefan Pasławski przydzielił komisariat „Dubin” do Inspektoratu Granicznego nr 11 „Leszno” i określił jego strukturę organizacyjną.
Już 15 września 1928 dowódca Straży Granicznej rozkazem nr 7  w sprawie zmian dyslokacji Wielkopolskiego Inspektoratu Okręgowego podpisanym w zastępstwie przez mjr. Wacława Szpilczyńskiego przeniósł dyslokację komisariatu do Jutrosina, zmieniał jego organizację i ustalał zasięg działania placówek.
Rozkazem nr 11 z 9 stycznia 1930 roku reorganizacji Wielkopolskiego Inspektoratu Okręgowego komendant Straży Granicznej płk Jan Jur-Gorzechowski ustalił numer i nową organizację komisariatu „Jutrosin”.

## Działania komisariatu w 1939 roku
18 kwietnia 1939 roku do komisariatu został przydzielony pluton wzmocnienia pod dowództwem ppor. Jana Wątroby. Wymieniony oficer opracował elaborat zniszczeń, zgodnie z którym 1 czerwca 1939 roku zapakietowano 9 mostów przeznaczonych do całkowitego zniszczenia na odcinku komisariatu. Ponieważ siły plutonu wzmocnienia były niewystarczające do obsadzenia i ubezpieczenia dziewięciu mostów, dowódca 56 pp przydzielił komisariatowi jeden pluton strzelecki.  Na trzy dni przed rozpoczęciem działań wojennych, 28 sierpnia 1939 roku, rozkazem pułkownika Wojciecha Tyczyńskiego pluton składający się z 30 żołnierzy pod dowództwem kaprala Antoniego Nadolnego został wysłany do Jutrosina z Garnizonu w Krotoszynie. Po przybyciu zmiany po trzech dniach pluton został wysłany pociągiem do Kielc, gdzie dołączyli do swojego 56 pułku, który wchodził w skład 25 dywizji kaliskiej gen. Franciszka Altera i armii „Poznań” gen. Tadeusza Kutrzeby. 1 września 1939 roku, na rozkaz dowódcy 56 pp, wszystkie mosty zostały wysadzone, a kompania ppor. Wątroby wycofała się za lewe skrzydło 55 pp. 2 września porucznik Wątroba zameldował się u dowódcy III/55 pp podpułkownika Romana Ludwika Jabłońskiego. Tego dnia kompania ppor. Wątroby wzięła udział w natarciu na Rawicz, zakończonym odbiciem tego miasta z rąk Niemców. W nocy z 2 na 3 września kompania wycofała się z miasta za rzekę Warta. W czasie odwrotu znad Warty porucznik Wątroba otrzymywał rozkazy od inspektora SG Franciszka Hałgasa. W Kłodawie kompania porucznika Wątroby została oddzielona od Komisariatu SG „Jutrosin”. Funkcjonariusze Straży Granicznej dowodzeni przez komisarza Józefa Abryszyńskiego pozostali pod rozkazami inspektora Hałgasa, natomiast kompania porucznika Wątroby w Łęczycy została wcielona do jednego z batalionów piechoty dowodzonego przez oficera w stopniu kapitana. Przez trzy dni kompania brała udział w obronie miasta, a następnie wycofała się do Kutna, gdzie została podporządkowana inspektorowi SG Gustawowi Świderskiemu i wcielona do batalionu komisarza SG Tadeusza Chmielowskiego.

## Służba graniczna
Sąsiednie komisariaty:
- komisariat Straży Granicznej „Rawicz” ⇔ komisariat Straży Granicznej „Krotoszyn” − 1928

## Funkcjonariusze komisariatu
| Kierownicy/komendanci komisariatu | Kierownicy/komendanci komisariatu | Kierownicy/komendanci komisariatu |
| stopień                           | imię i nazwisko                   | okres pełnienia służby            |
| --------------------------------- | --------------------------------- | --------------------------------- |
| komisarz SG                       | Józef Abryszyński                 | był w 1932 – IX 1939              |
| Zastępcy komendanta komisariatu   |                                   |                                   |
| starszy strażnik                  | Jan Wątroba                       | 1 V 1939 –                        |

## Struktura organizacyjna
Organizacja komisariatu w kwietniu 1928:
- komenda − Dubin
- placówka Straży Granicznej I linii „Białykał”
- placówka Straży Granicznej I linii „Katarzynowo”
- placówka Straży Granicznej I linii „Jeziora”
- placówka Straży Granicznej I linii „Zmysłowo”
- placówka Straży Granicznej II linii „Dubin”
- placówka Straży Granicznej II linii „Poznań”[a]

Organizacja komisariatu we wrześniu 1928:
- komenda − Jutrosin
- placówka Straży Granicznej I linii „Białykał”
- placówka Straży Granicznej I linii „Katarzynowo”
- placówka Straży Granicznej I linii „Jeziora”
- placówka Straży Granicznej I linii „Zmysłowo”
- placówka Straży Granicznej II linii „Jutrosin”
- placówka Straży Granicznej II linii „Poznań”

Organizacja komisariatu w styczniu 1930:
- 5/11 komenda − Jutrosin
- placówka Straży Granicznej I linii „Białykał”
- placówka Straży Granicznej I linii „Szkaradowo”
- placówka Straży Granicznej I linii „Jeziora”
- placówka Straży Granicznej I linii „Nad Stawem”
- placówka Straży Granicznej II linii „Jutrosin” ul. Hallera 10
- placówka Straży Granicznej II linii „Poznań”